# Ще дойдат нови дни
„Ще дойдат нови дни“ е български игрален филм от 1945 година на режисьора Антон Маринович, по сценарий на Стефан Топалджиков. Оператор е Бончо Карастоянов. Музиката във филма е композирана от Борис Левиев.

## Актьорски състав
Роли във филма изпълняват актьорите:
- Никола Диков – Огнян
- Таня Жечева – Мара
- Асен Камбуров – Гуджо
- Мария Дайрова – Ветка
- Марина Германова
- Аврам Аврамов – Атанас
- Аспарух Темелков – Кръчмарят Нако
- Стефан Куюмджиев – Страхил
- Мара Тинтерова – Медицинската сестра
- Александър Василев – Боян
- Пенка Германова – Пенка
- Никола Младенов – Симо
- Александър Димитров – Владо
- Атанас Радков – Стойчо
- Цано Хадживелков – Цано
- Никола Николов